# Josef Guter
Josef Guter (* 7. September 1929 in Vöhringen; † 17. Juni 2014 in Bremen) war ein deutscher Buchautor und Mitglied der Bremischen Bürgerschaft (CDU).

## Biografie

### Ausbildung und Beruf
Guter studierte Geisteswissenschaften in Bamberg, Würzburg, Bremen und Hamburg. Anschließend übte er eine pädagogische Tätigkeit in Bremen aus und arbeitete beim Volksbildungswesen des Kreises Hoya. Danach war er von 1979 bis 1994 Direktor der Kreisvolkshochschule des Landkreises Diepholz. 
Er wendete sich auch der Lyrik zu und verfasste Essays, Kurzgeschichten und arbeitete an Hörspielen. Er schrieb zahlreiche Werke über Märchen der Welt, die Geschichte der Kultur und des Buches. Er unternahm über 30 Forschungs- und Studienreisen nach China.

### Politik
Guter war Mitglied der CDU und von 1975 bis 1979 Mitglied der Bremischen Bürgerschaft.

### Ehrungen
Er ist von der Georg-Michael-Pfaff-Gedächtnisstiftung ausgezeichnet worden.

## Werke
- 1968 Pädagogik in Utopia
- 1973 Märchen der Völker
- 1986 Das schöne Buch chinesischer Märchen
- 2004 Lexikon zur Geschichte Chinas
- 2004 Lexikon der Götter und Symbole der alten Chinesen
- 2008 Das Geschenk des Drachenkönigs. Märchen aus China (Hrsg.)